# 願成寺 (美濃加茂市)
願成寺（がんじょうじ）は岐阜県美濃加茂市上蜂屋にある聖観世音菩薩を本尊とする臨済宗妙心寺派の寺院。山号は梅花山。中濃八十八ヶ所霊場第67番札所である。
創建不詳。岐阜市にある岩滝山毘沙門堂に残る鎌倉時代から南北朝時代にかけて記されたとみられる大般若経にその名がみられ、僧の名として尊性、有深が残る。もとは真言宗の寺であったが後に蜂屋瑞林寺2世の仁済宗恕が臨済宗の寺院としての開山となった。慶長年間に衰えた寺を江國が再建したと伝わる。
本尊のほかに弘法大師や役行者を祀る。また、境内には鎮守として稲荷社がある。涅槃会には五色の花草団子が参詣者に振舞われる。